# Dino Ponchio
Dino Ponchio (Cartura, 9 maggio 1946) è un allenatore di atletica leggera, dirigente sportivo e insegnante italiano pratica ateltica al Cus Padova (400 m). Ha nsegnato nei Licei e all'ISEF,  Inizia ad allenate dal 1969 e dopo aver collaborato con la Fedrazione regionale arriva al Settore Tecnico nazionale dove opera prima come Caposettore salti e poi ricoprendo il ruolo di Commissario Tecnico e Direttore Tecnico della Nazionale femminile di atletica leggera . E' Presidente del Comitato Provinciale Coni di Padova fino al 31 dicembre 2013. Da gennaio 2021 è presidente Regionale del CONI Veneto.

## Biografia
Dopo alcuni anni trascorsi come insegnante di Educazione Fisica in istituti superiori a Padova e all'Isef, diventa Allenatore al Cus Padova, Virtus este e Fiamme Oro (allenando molti giovani talenti arrivati alle nazionali giovanili) e in particolare GIOVANNI EVANGELISTI, bronzo alle Olimpiadi di Los Angeles 1984), nel 1995, dopo un cambio al vertice tecnico, viene nominato dalla FIDAL, assieme a Giampaolo Lenzi, commissario tecnico della Nazionale di atletica leggera: al primo viene assegnato il settore maschile mentre a Ponchio viene assegnato quello femminile, il quale, nei Campionati del mondo di atletica leggera edizione 1995, conquista un oro, un argento ed un bronzo.
Partecipa a cinque Olimpiadi e varie edizioni di Mondiali, Europei (all'aperto e indoor) di atletica e anche a Universiadi e Giochi del Mediterraneo. Ha lavorato con Fiona May, Roberta Brunet, ma anche con Antonella Bevilacqua, Antionella Capriotti, Barbara Lah e, come allenatore personale, anche con Dario Badibìnelli, Luciano Cravani e molti altri atleti-e di livello nazionale.
Al termine del mandato nel 2001, passa a dirigere l'area attività tecnica federale, ovvero tutto quanto riguarda corsi, organizzazione, specializzazione.
Per 17 anni ha diretto il centro di formazione fisica del Comune di Padova. Inoltre è stato coordinatore didattico-scientifico Scuola Regionale dello Sport Coni Veneto.
È stato componente della Commissione di Vigilanza Doping del Ministero della Salute.
Il 13 marzo 2021 è stato eletto presidente Regionale del Coni Veneto

## Premi e riconoscimenti
- Allenatore Benemerito FIDAL.
- 2016 - Quercia al merito tecnico di 3º grado FIDAL[15]